# 博氏皂鱸
博氏皂鱸，為輻鰭魚綱鱸形目鱸亞目鮨科的其中一種，分布於中西大西洋區，包括巴哈馬群島、海地、貝里斯、宏都拉斯、巴拿馬等海域，棲息深度3-68公尺，體長可達6.1公分，生活在珊瑚礁區，為底棲性魚類，屬肉食性，生活習性不明。

## 擴展閱讀
- 博氏皂鱸的图片（页面存档备份，存于）